# Earthsiege 2
Earthsiege 2 es un juego de simulación de vehículos de mechas desarrollado por Dynamix producido por Frank Evers (NYPH) y lanzado en 1996. Earthsiege 2 está ambientado en el universo Earthsiege, que contiene sus predecesores Earthsiege (1994) y Battledrome (1995), así como el juego de acción Hunter Hunted (1996), los juegos de estrategia MissionForce: CyberStorm (1997) y Cyberstorm 2: Corporate Wars (1998), la simulación Starsiege (1999) y los shooters en primera persona Starsiege: Tribes (1999), Tribes 2 (2001), Tribes: Aerial Assault (2002), Tribes: Vengeance (2004) y Tribes: Ascend (2012).
Como simulador, Earthsiege 2 ofrece a los jugadores la oportunidad de pilotear enormes máquinas de guerra bípedas conocidas como HERCULANs (Humaniform-Emulation Roboticized Combat Unit with Leg-Articulated Navigation) (o «HERCs» para abreviar). Ambientado en 2624, Earthsiege 2 cuenta con armas y tecnología avanzadas para ir a la guerra. Earthsiege 2 se desarrolla en Norteamérica, Sudamérica, la Antártida, Asia, Australia, Europa y la Luna.
Earthsiege 2 incorpora un motor más avanzado que Earthsiege, aumentando la resolución máxima del juego a 640x480 píxeles. Además, el juego presenta un terreno mucho más detallado que su predecesor. Earthsiege 2 cuenta con terreno ondulado en 3D en lugar del paisaje plano de Earthsiege. Los videos informativos y los resúmenes de misión, junto con las voces de los compañeros de escuadrón, contribuyen a la atmósfera del juego.
En 2015, Earthsiege 2 fue lanzado como freeware por Hi-Rez Studios.

## Trama
Durante veinte años, los restos de la raza humana lucharon contra los opresores Cybrids ayudados por HERCs pre-Cybrids. Tras la destrucción del ejército Cybrid, los humanos mantuvieron el control de la Tierra, pero otro ejército Cybrid llegó desde las colonias espaciales para otra invasión. Los humanos fueron capaces de evitar los ataques iniciales, pero luego se verían obligados a enfrentarse a Cybrids fortalecidos por la Luna.

## Jugabilidad

### Cámara
Earthsiege 2 permite jugar desde múltiples puntos de vista entre primera y tercera persona (externa).

### Mecánicas
El jugador controlará a un «Herc» con el teclado y/o joystick, mientras que el ratón se puede utilizar para interactuar con los botones de la cabina. Existen ocho Hercs disponibles para pilotear, cada uno con sus propias características únicas.
Como en Earthsiege, el jugador puede tener hasta tres compañeros de escuadrón por misión. El jugador podrá asignar y equipar a sus compañeros de escuadrón, quienes ganarán experiencia a medida que completen las misiones.

### Salvamento
Los Hercs y edificios destruidos dejarán metal, armas y equipamiento que serán añadidos al inventario del jugador para su uso en misiones posteriores.

### Misiones
Las misiones de Earthsiege 2 tienen una estructura ramificada. El fracaso en una misión no siempre significa el fracaso del juego en general. En muchos casos, el jugador podrá continuar en una misión diferente a la que hubiera realizado si hubiera tenido éxito previamente. Además, las misiones pueden tener distintos grados de éxito. Por ejemplo, si al jugador se le asigna proteger varias bases que están siendo atacadas, la pérdida de una o dos bases puede no indicar el fracaso. El grado de éxito también puede indicar cuál será la siguiente misión.
Algunas misiones otorgarán diversas bonificaciones por el éxito. Normalmente, se trata de acceso a un nuevo tipo de arma o equipamiento, pero, en unos pocos casos, el jugador será recompensado por la victoria con un nuevo tipo de chasis Herc. En algunos casos, el equipo estará disponible más adelante en el juego si el jugador fracasa en la misión, pero, en otros casos, el fracaso significará no poder acceder nunca a cierto equipamiento.
Algunas misiones son terminales si se fallan. La última secuencia de misiones, que lleva a la lucha con Prometheus en Luna, deberá ganarse o el juego terminará. Pero, en la mayoría de los casos, el fracaso solo llevará a un game over si el jugador ya ha fracasado en una o más misiones anteriormente.

### Construcción de Hercs
Los Hercs son personalizables en el juego. Cada chasis Herc individual tiene sus propias propiedades, incluyendo armadura, escudo, velocidad y cuántos puntos de anclaje tiene para montar el equipo. Las armas y otros equipamientos se montarán directamente en los puntos de anclaje, y cada uno tiene una lista de equipamientos que se podrán montar allí. Una de las principales ventajas de los Hercs más grandes es la mayor disponibilidad de puntos para montar más armas y equipamiento.

## Recepción
Chris Hudak, de GameSpot, alabó los gráficos del juego y la dificultad de las misiones en comparación con MechWarrior 2. Computer Gaming World también alabó los gráficos del juego, afirmando que eran los más bonitos del mercado, pero señaló que no había «nada que dejara una impresión duradera o ganas de Earth Siege 3». La revista también criticó la falta de un manual impreso y lo comparó con la compra de un juego de consola. Un crítico de Next Generation afirmó que el juego ofrecía sólidas mejoras con respecto al primer Earthsiege en forma de gráficos, IA enemiga y el elemento estratégico de saquear unidades enemigas inutilizadas para conseguir piezas (que, según señaló, había sido tomado de MechWarrior 2). Criticó la falta de variedad de las misiones, pero concluyó que «si quieres acción rápida, buen ritmo y una jugabilidad y gráficos increíbles, EarthSiege 2 brilla en todos los lugares adecuados».